# Mistrzostwa Europy w Łyżwiarstwie Szybkim w Wieloboju 1904
14. mistrzostwa Europy w łyżwiarstwie szybkim w wieloboju odbyły się w dniach 16–17 stycznia 1904 roku w Davos (Szwajcaria). Zawodnicy startowali na Eisstadion po raz trzeci (wcześniej w 1899 i 1902). W zawodach brali udział tylko mężczyźni. Zawodnicy startowali na czterech dystansach: 500 m, 1500 m, 5000 m i 10000 m. Po raz drugi mistrzem został Norweg Rudolf Gundersen. Miejsca zawodników są nieoficjalne.

## Uczestnicy
W zawodach wzięło udział 5 łyżwiarzy z 3 krajów. Sklasyfikowanych zostało 3.
| Państwa biorące udział w mistrzostwach | Państwa biorące udział w mistrzostwach | Państwa biorące udział w mistrzostwach |
| -------------------------------------- | -------------------------------------- | -------------------------------------- |
| Holandia                               | Norwegia                               | Wielka Brytania                        |

## Wyniki
| Pozycja | Zawodnik          | Kraj            | 500 m     | 5000 m       | 1500 m      | 10000 m      |
| ------- | ----------------- | --------------- | --------- | ------------ | ----------- | ------------ |
| 01 !    | Rudolf Gundersen  | Norwegia        | 45.6 (1.) | 8:57.0 (1.)  | 2:28.2 (1.) | 19:01.0 (1.) |
| (2.)    | Coen de Koning    | Holandia        | 49.8 (2.) | 9:26.2 (2.)  | 2:39.6 (2.) | 19:13.0 (2.) |
| (3.)    | Arend Bouma       | Holandia        | 51.6 (3.) | 9:27.4 (3.)  | 2:45.4 (3.) | 19:59.4 (3.) |
| DNF     | Charles Edgington | Wielka Brytania | 59.8 (5.) | 10:32.8 (4.) | 2:57.4 (5.) | DNF          |
| DNS     | Jan Greve         | Holandia        | 52.0 (4.) | DNS          | 2:49.6 (4.) | 99:59.9 !    |

Legenda:
- DNS – nie wystartował, DNF – nie ukończył